# انقلاب 1958 في باكستان
يُشِير الانقلاب الباكستاني لعام 1958 إلى الأحداث التي وقعت بين 7 أكتوبر، عندما ألغى رئيس باكستان إسكندر ميرزا دستور باكستان وأعلن الأحكام العرفية، و27 أكتوبر، عندما عُزِل ميرزا قبل أيوب خان، رئيس أركان الجيش الباكستاني. حيث ارتفع عدد رؤساء الوزراء المستقيلين بين عامي 1956 و1958 ووصل الأمر إلى مرحلة شعر فيها الجنرال أيوب خان بأن الجيش يجب أن يتولى الحكم لاستعادة الاستقرار. كما أراد السياسيون في شرق باكستان أن يكون لهم دور أكبر في إدارة الحكومة المركزية مما زاد التوتر. وفقد إسكندر ميرزا دعم العديد من السياسيين البارزين وكان منزعجاً من خطة السهروردي لتوحيد القيادة السياسية للبنغال والبنجاب ضده. لذلك التفت إلى أيوب خان والجيش طلباً للمساعدة.

## قراءة معمقة
- Maya Tudor, "The Promise of Power:  The Origins of Democracy in India and Autocracy in Pakistan."(Cambridge University Press, 2013).
- Aqil Shah, "Army and Democracy: Military Politics in Pakistan" (Harvard University Press, 2014)
- K.B. Sayeed, "The collapse of Parliamentary Democracy in Pakistan," Middle East Journal, 13.4 (1959), 389–406